# Rhadinomaeus
Rhadinomaeus is een kevergeslacht uit de familie van de boktorren (Cerambycidae). De wetenschappelijke naam van het geslacht werd voor het eerst geldig gepubliceerd in 1922 door Schmidt.

## Soorten
Rhadinomaeus is monotypisch en omvat slechts de volgende soort:
- Rhadinomaeus rufipes (Fåhraeus, 1872)